# 那須インターチェンジ
那須インターチェンジ（なすインターチェンジ）は、栃木県那須郡那須町大字高久甲にある、東北自動車道のインターチェンジ。
栃木県内および関東地方の東北自動車道のインターチェンジ（スマートICを除く）では最北端に位置する。那須高原、那須温泉郷の最寄の出口である。

## 道路
- E4 東北自動車道（13番）
- 接続する道路：栃木県道17号那須高原線

## 料金所
- ブース数：8

### 入口
- ブース数：3
  - ETC専用：1
  - ETC・一般：1
  - 一般：1

### 出口
- ブース数：5
  - ETC専用：1
  - ETC・一般：1
  - 一般：3

## 周辺
- 那須高原
- 道の駅那須高原友愛の森
- 那須塩原市役所
- 黒磯駅

## 隣
E4 東北自動車道
(12-1)黒磯板室IC/黒磯PA - (13)那須IC - (13-1)那須高原SA/SIC - (14)白河IC